# Кацман, Лев Вадимович
Лев Вадимович Кацман (род. 31 марта 2001 года в Хабаровске) — российский игрок в настольный теннис, член национальной сборной России. Чемпион Европы 2020 года в парном разряде. Серебряный призёр командного чемпионата Европы 2021 года. Дважды бронзовый призёр молодёжного (до 21 года) чемпионата Европы 2021 года. Шестикратный чемпион России по настольному теннису: в одиночном (2020), в парном (2019, 2021, 2022) и смешанном разрядах (2022, 2025) . Мастер спорта России международного класса.

## Биография
Лев Кацман родился 31 марта 2001 года в Хабаровске. С детства занимался футболом в клубе «СКА-Энергия», настольным теннисом начал заниматься в возрасте 9 лет, до 12 лет совмещал занятия футболом и настольным теннисом. Первыми тренерами по настольному теннису стали А. Я. Шерман и О. Т. Ри. В 2014 году переехал в Архангельск, где тренировался в клубе «Родина», в котором главным тренером работал китайский специалист Лю Гохун. С 2016 года тренируется в Москве в спортивной школе № 93 «На Можайке», которую в 2015 году возглавил его первый тренер А. Я. Шерман.

## Стиль игры
Левша, использует европейскую хватку, играет в атакующем стиле. Как отмечает сам спортсмен, манера игры очень резкая, многие соперники не успевают реагировать, и это является его игровым преимуществом. Лев Кацман использует основание Timo Boll ALC от «Butterfly» с накладками Nexxus EL Pro 50 и Nexxus XT Pro 48 от «Gewo». Компания «Gewo» является его спонсором.

## Юниорские и детско-юношеские спортивные достижения
- Лев Кацман и Максим Гребнев дважды завоевывали золото чемпионата Европы по настольному теннису среди юношей в парном разряде: в 2018 и в 2019 годах[16][17].
- Лев Кацман и Максим Гребнев являются вице-чемпионами мира по настольному теннису среди юношей 2018 года в парном разряде[18].
- Лев Кацман и Кристина Казанцева стали чемпионами Европы по настольному теннису среди кадетов 2016 года в смешанном разряде[19]
- Летом-осенью 2019 года занимал первую позицию мирового рейтинга ITTF среди юниоров[20].

## В профессионалах
- Чемпион Европы 2020 года в парном разряде вместе с Максимом Гребневым;
- В 2021 году завоевал серебряную медаль в составе российской команды на чемпионате Европы по настольному теннису среди команд 2021 (Клуж-Напока). В состав команды входили Максим Гребнев, Владимир Сидоренко и Кирилл Скачков с Александром Шибаевым в качестве запасных игроков;
- Дважды бронзовый призёр молодёжного (до 21 года) чемпионата Европы 2021 года: в одиночном разряде и парном разряде, соответственно (г. Спа, Бельгия). В парном разряде играл вместе с Максимом Гребневым[4][5].
- Чемпион России 2020 года в одиночном разряде;
- Трёхкратный чемпион России по настольному теннису в парном разряде вместе с Максимом Гребневым (2019, 2021, 2022);
- Чемпион России 2022 и 2025 гг. в смешанном разряде вместе с Элизабет Абраамян.
- Член национальной сборной России.